# フリントコーン
フリントコーン (英語: Flint corn、Zea mays var. indurata、別名インディアンコーンあるいはキャリココーン) はトウモロコシの一種である。ひとつひとつの粒の外側にやわらかい胚乳を保護する堅い層があるため、火打石（フリント、flint）のようだということでフリントコーンという名が付いた。フリントコーンはトウモロコシの主要な6種のうちのひとつであり、あとの5種はデントコーン、ポッドコーン、ポップ種、フラワーコーン、スイートコーンである。

## 来歴

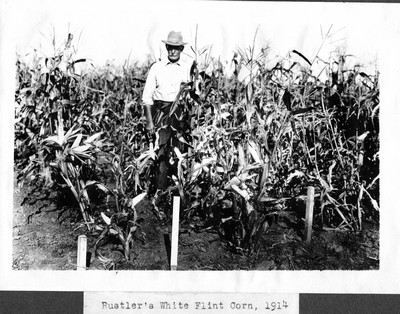
20世紀初め頃、ホワイトフリントコーン畑の様子

フリントコーンはトウモロコシ類の中でも最も古くから知られていたもののひとつである。フリントコーンはグレートプレーンズのポーニー族をはじめとする、ニューイングランドや北部の州一帯に住むアメリカ先住民が栽培していた3種のトウモロコシのうちの1種である。考古学者の調査により、紀元前1000年より前から現在のアメリカ合衆国にあたる地域でこうしたトウモロコシが栽培されていた痕跡が見つかっている。アメリカに西洋人がやって来てからは、初期の植民者にとって重要な農作物となった。

## 特徴

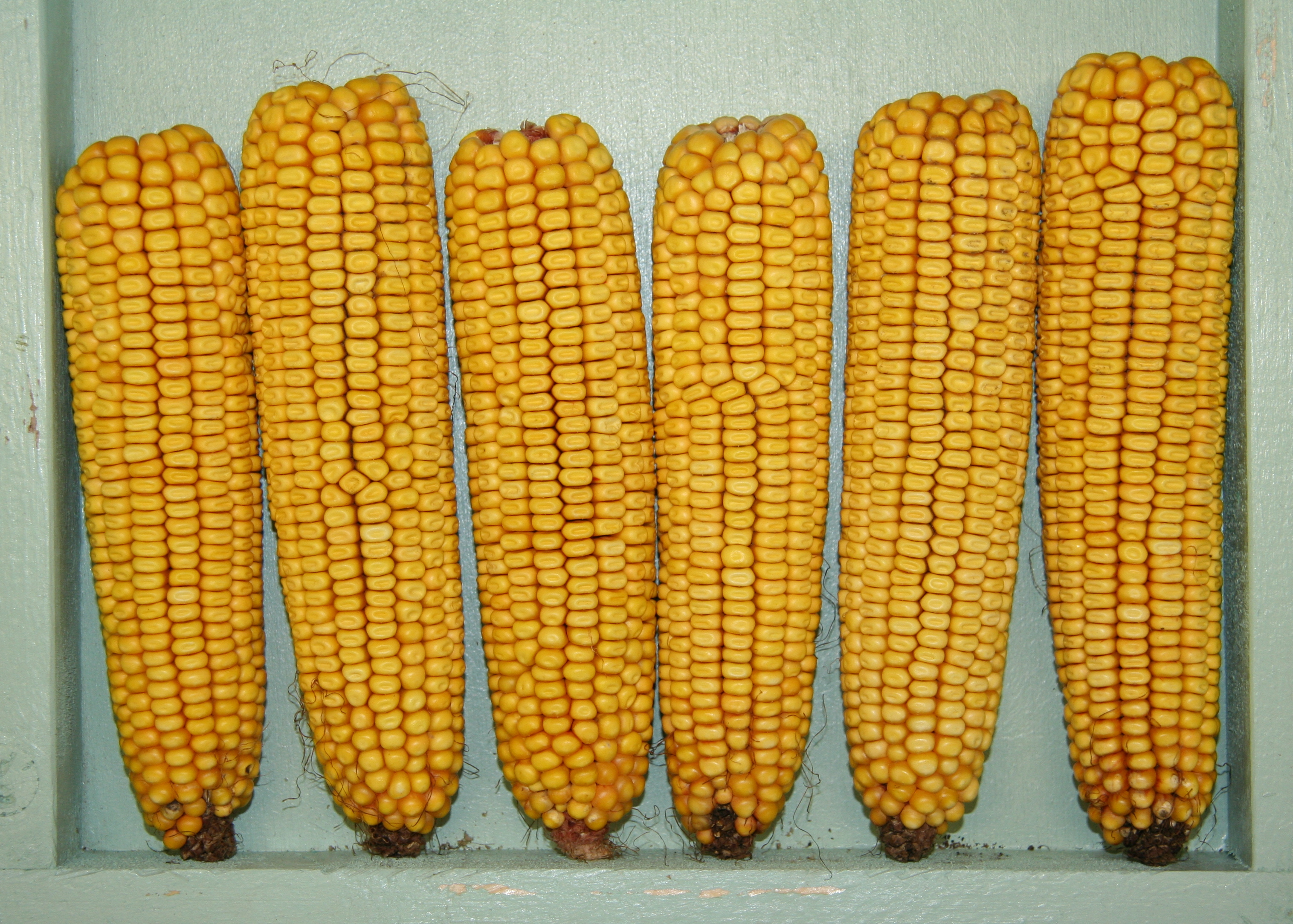
よく熟したデントコーンには、それぞれの粒の中にはっきりわかるくぼみがある。フリントコーンにはくぼみがない。

フリントコーンはデントコーン (Zea mays indentata) よりデンプンが少なく、デントコーンと違ってひとつひとつの粒にくぼみ（デント、dent）がない。粒の全体が堅いデンプンの層に覆われている。

### 強さ
フリントコーンは害虫に強く、温度が低くても受粉が可能である。非常に水分が少ないため、他の野菜に比べて凍結に対する耐性が強い。1816年、ニューイングランドは悪名高い「夏のない年」に襲われたが、バーモント州で生き残った作物はフリントコーンだけであった。

### 色
フリントコーンの粒は他のトウモロコシによく見られる白や黄色のみならず、青や赤など多様な色をしていることも多い。

#### グラス・ジェム・コーン
オクラホマ州に住むチェロキーの血を引く育種家カール・バーンズは、アメリカ先住民が栽培していたトウモロコシ類をかけあわせてグラス・ジェム・コーンというフリントコーンを開発した。このトウモロコシはひとつの穂軸に非常にいろいろな色の粒がつく。極めて色鮮やかであるため「食べ物というよりもスワロフスキークリスタルのような」外見であると言われ、2012年にフェイスブックに写真が掲載されて話題になった。種は一般に販売されている。

## 利用

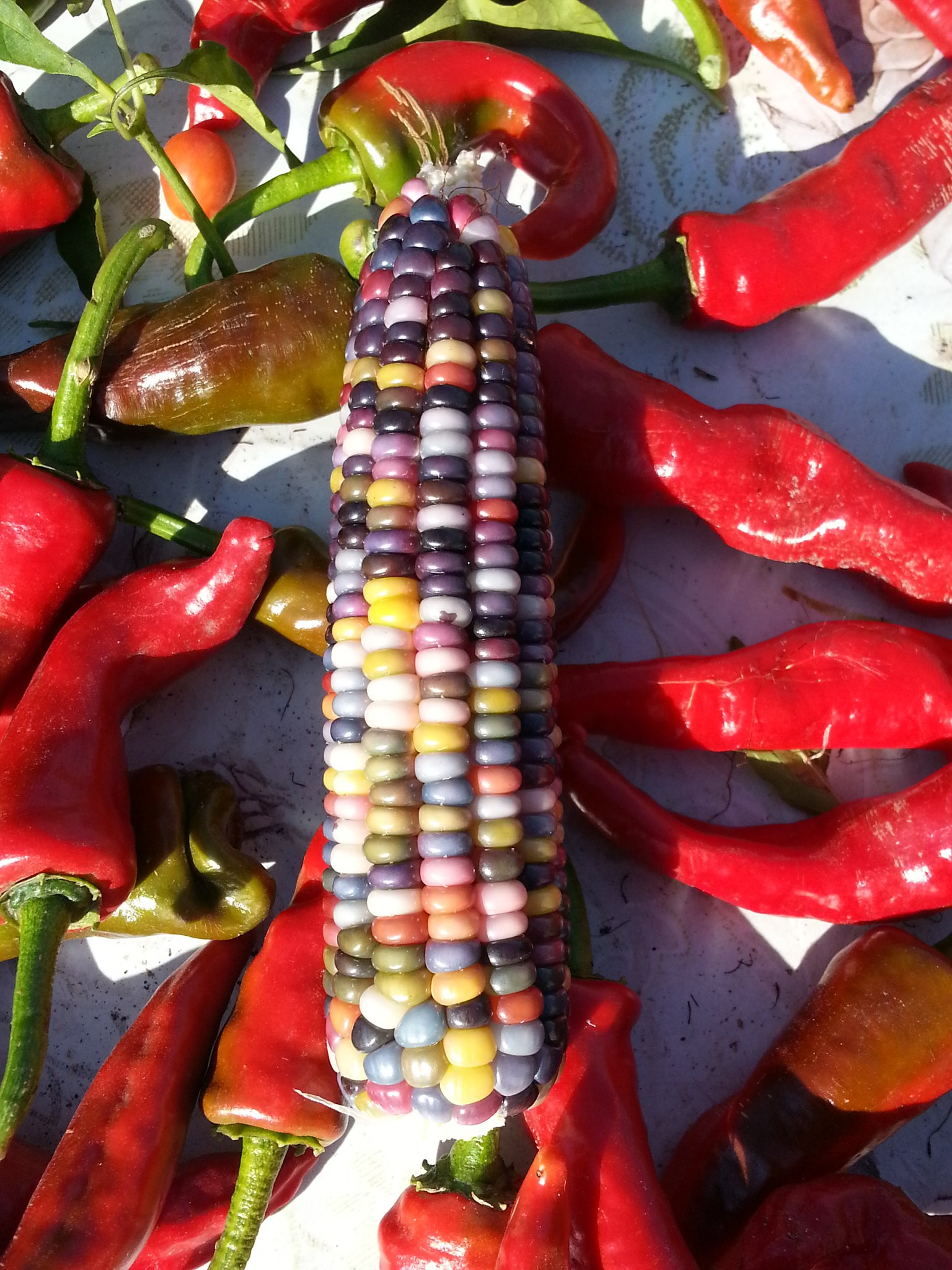
フリントコーンの穂軸

スイートコーンとは異なり、堅いので熱してそのまま穂軸から食べることはできない。堅い果皮を溶かすため、アルカリ性の水につけるニシュタマリゼーションというプロセスを経て処理する必要がある。ひきわりトウモロコシにして、ポレンタやコーンブレッドとして食べることができる。
ポップ種 (Zea mays everta, 「裏返しのトウモロコシ」) はフリントコーンの1種だと考えられている。 フリントコーンもポップコーンとして食べられる。
フリントコーンは色鮮やかであるため、アメリカ合衆国では感謝祭の時期に装飾のために使われることがある。1621年に行われた最初の感謝祭では、おそらくフリントコーンの収穫を祝うことが行われたという伝承がある。